# Marc Pedraza

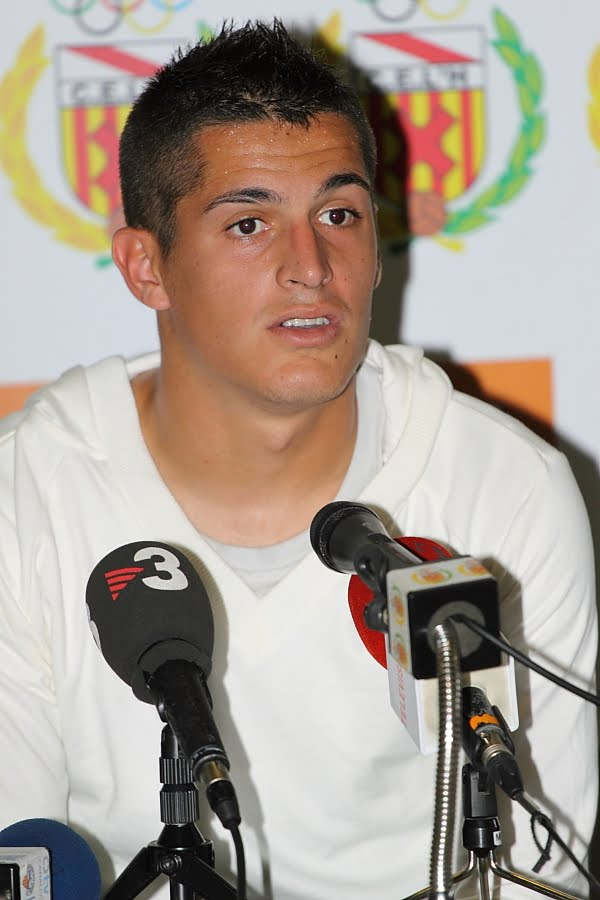

Marc Pedraza Sarto (Barcelona, 6 februari 1987) is een Spaans voetballer. Hij speelt als aanvaller bij CD Numancia en is de zoon van voormalig profvoetballer en voetbalcoach Ángel Pedraza.

## Clubvoetbal
Pedraza speelde tot 2002 in de jeugd van FC Barcelona. Gedurende enkele seizoen speelde de aanvaller daar samen met onder andere Francesc Fàbregas, Gerard Piqué en de Argentijn Lionel Messi. Van dit viertal zal alleen Pedraza het eerste elftal van FC Barcelona niet bereiken, aangezien Pedraza in 2002 vertrok naar stadsgenoot RCD Espanyol. Bij deze club wist hij nooit door te breken. Nadat Pedraza voor de jeugdelftallen en het tweede elftal had gespeeld, werd hij in het seizoen 2008/2009 verhuurd aan Deportivo Alavés. Op 2 januari 2010 speelde hij tegen Valencia CF zijn enige competitiewedstrijd voor Espanyol. In de zomer van 2010 vertrok Pedraza naar CE L'Hospitalet. Drie seizoenen later tekende hij bij CD Numancia.

## Nationaal elftal
Pedraza speelde in 2004 met het Spaans elftal op het EK onder-17. Hij werd met drie doelpunten gedeeld topscorer van het toernooi, maar Spanje verloor de finale tegen Frankrijk. Pedraza won in juli 2006 met Spanje het EK Onder-19 in Polen. Op het EK bereikte Spanje redelijk simpel de finale door in de groepsfase Turkije (5-3), Schotland (4-0) en Portugal (1-1) achter zich te houden en in de halve finale van Oostenrijk te winnen (5-0). In de finale werd uiteindelijk met 2-1 gewonnen van Schotland door twee doelpunten van Alberto Bueno.